# Pietzpuhl
Pietzpuhl is een plaats en voormalige gemeente in de Duitse deelstaat Saksen-Anhalt, en maakt deel uit van de Landkreis Jerichower Land.
Pietzpuhl telt 243 inwoners.